# Ешфілд (Массачусетс)
Ешфілд (англ. Ashfield) — місто (англ. town) в США, в окрузі Франклін штату Массачусетс. Населення — 1695 осіб (2020).

## Демографія
Згідно з переписом 2010 року, у місті мешкало 1737 осіб у 760 домогосподарствах у складі 477 родин. Було 877 помешкань
Расовий склад населення:
| - 96,4 % — білих - 0,5 % — корінних американців - 0,5 % — азіатів - 0,4 % — чорних або афроамериканців |

До двох чи більше рас належало 2,1 %. Частка іспаномовних становила 1,8 % від усіх жителів.
За віковим діапазоном населення розподілялося таким чином: 19,1 % — особи молодші 18 років, 66,0 % — особи у віці 18—64 років, 14,9 % — особи у віці 65 років та старші. Медіана віку мешканця становила 48,9 року. На 100 осіб жіночої статі у місті припадало 96,5 чоловіків; на 100 жінок у віці від 18 років та старших — 92,1 чоловіків також старших 18 років.
Середній дохід на одне домашнє господарство становив 93 337 доларів США (медіана — 72 422), а середній дохід на одну сім'ю — 113 826 доларів (медіана — 86 406). Медіана доходів становила 51 912 долари для чоловіків та 49 183 долари для жінок. За межею бідності перебувало 7,7 % осіб, у тому числі 9,2 % дітей у віці до 18 років та 3,0 % осіб у віці 65 років та старших.
Цивільне працевлаштоване населення становило 1001 особа. Основні галузі зайнятості: освіта, охорона здоров'я та соціальна допомога — 33,4 %, будівництво — 10,2 %, мистецтво, розваги та відпочинок — 9,1 %, роздрібна торгівля — 8,3 %.

## Відомі люди
- Сесіль Блаунт Де Мілль (1881—1959) — американський кінорежисер та продюсер.